# El vampiro (1927)
El vampiro es un cuento de terror de 1927 escrito por el autor uruguayo Horacio Quiroga. Fue publicado en el libro de cuentos Más allá en 1935, y constituye un homenaje al cine mudo, que durante esta época comenzaba a ser sustituido por el sonoro.
El narrador de la historia, Guillermo Grant, aparece en otros cuentos del autor: Miss Dorothy Philips y El espectro.

## Sinopsis
Guillermo Grant se encuentra postrado en un sanatorio  y decide antes de morir contar el suceso traumático que lo llevó a ese estado. A raíz de unos ensayos sobre la peculiar naturaleza de los misteriosos rayos N, había sido contactado por Guillén de Orzúa y Rosales, que estaba interesado por sus aplicaciones prácticas y quien lo invita a cenar en su casa. Al llegar,  Grant se sorprende de ser saludado por el espectro traslúcido de una actriz que le da la bienvenida. Guillén le cuenta a Grant que el celuloide puede absorber determinadas semblanzas de vida y que bajo la influencia de los rayos N éstas pueden ser reproducidas de la forma que acaba de ver.
Guillermo Grant se siente fascinado y horrorizado por lo que acaba de contemplar y advierte a Rosales del peligro que representa semejante criatura, que ha reproducido a partir de la imagen de una actriz muerta, y le aconseja que la destruya.
En principio Rosales parece acceder y mata a su criatura, sin embargo, su intención es perfeccionar su creación, y vuelve a intentarlo dotándola de nueva vida. Grant vuelve a advertir a Rosales de la obsesión que está apoderándose de él y del peligro que representa el espectro, que se siente cada vez más atraído por su creador.
Finalmente Guillén Rosales es encontrado muerto en su casa, con sus películas ardiendo y su cuerpo vaciado de sangre.